# Площа Андрія Первозванного
Площа Андрі́я Первозва́нного — площа у Печерському районі Києва, місцевість Печерськ. Розташована на перетині Паркової дороги, Дніпровського узвозу і алеї Героїв Крут.

## Історія
Як безіменний майданчик площа сформувалася в другій половині 1920-х років, коли було споруджено Паркову дорогу на схилах Дніпра і сполучено її з Дніпровським узвозом. Нинішня назва на честь одного з Христових апостолів, святого — покровителя України Андрія Первозваного — з 2001 року.

## Каплиця святого Андрія
Храм на честь Святого апостола Андрія Первозванного споруджено у 2000 році коштом суспільного фонду Андрія Первозванного, освячення та воздвиження хреста на каплицю відбулося 13 грудня 2000 року. Цегляна, однобанна каплиця зведена у стилі українського бароко, але з елементами сучасної архітектури за проектом архітектора М. Жарікова. В основу проекту покладено ідею вертикальної домінанти: висота невеликої за площею (6х6 м) каплиці становить 18 метрів. Стіни прикрашені керамічним панно із зображеннями святих: над вхідним порталом розташована ікона апостола Андрія Первозванного, на північнії та південній стінах — композиції Благовіщення (автор — Л. Мешкова). За конфесією храм належить УПЦ (МП).

## Пам'ятники та меморіальні дошки
13 грудня 2000 року з нагоди 2000-річчя від Різдва Христового тут було встановлено пам'ятник Апостолу Андрію Первозванному. Скульптуру виготовлено з цільного гранітного блоку, привезеного з Уманщини. Постамент стилізовано під хмари, що символізую святість Апостола. Пам'ятник споруджено коштом суспільного фонду Святого Андрія Первозванного, автори — скульптори В. Швецов, Б. Крилов, О. Сидорук та архітектор М. Жаріков.
За каплицею святого Андрія розташований Калиновий гай, частина Меморіалу жертв Голодомору. На її початку встановлено пам'ятний знак, виготовлений у вигляді жорна. У гаю було висаджено калини з кожного міста та районного центру України.
Біля каплиці святого Андрія також встановлено пам'ятний знак на честь 2000-річчя від Різдва Христового (виготовлений з бронзи та граніту, відкритий у 2000 році).

## Зображення

Пам'ятник Святому апостолу Андрію Первозванному
Пам'ятний знак на честь 2000-ліття від Різдва Христового
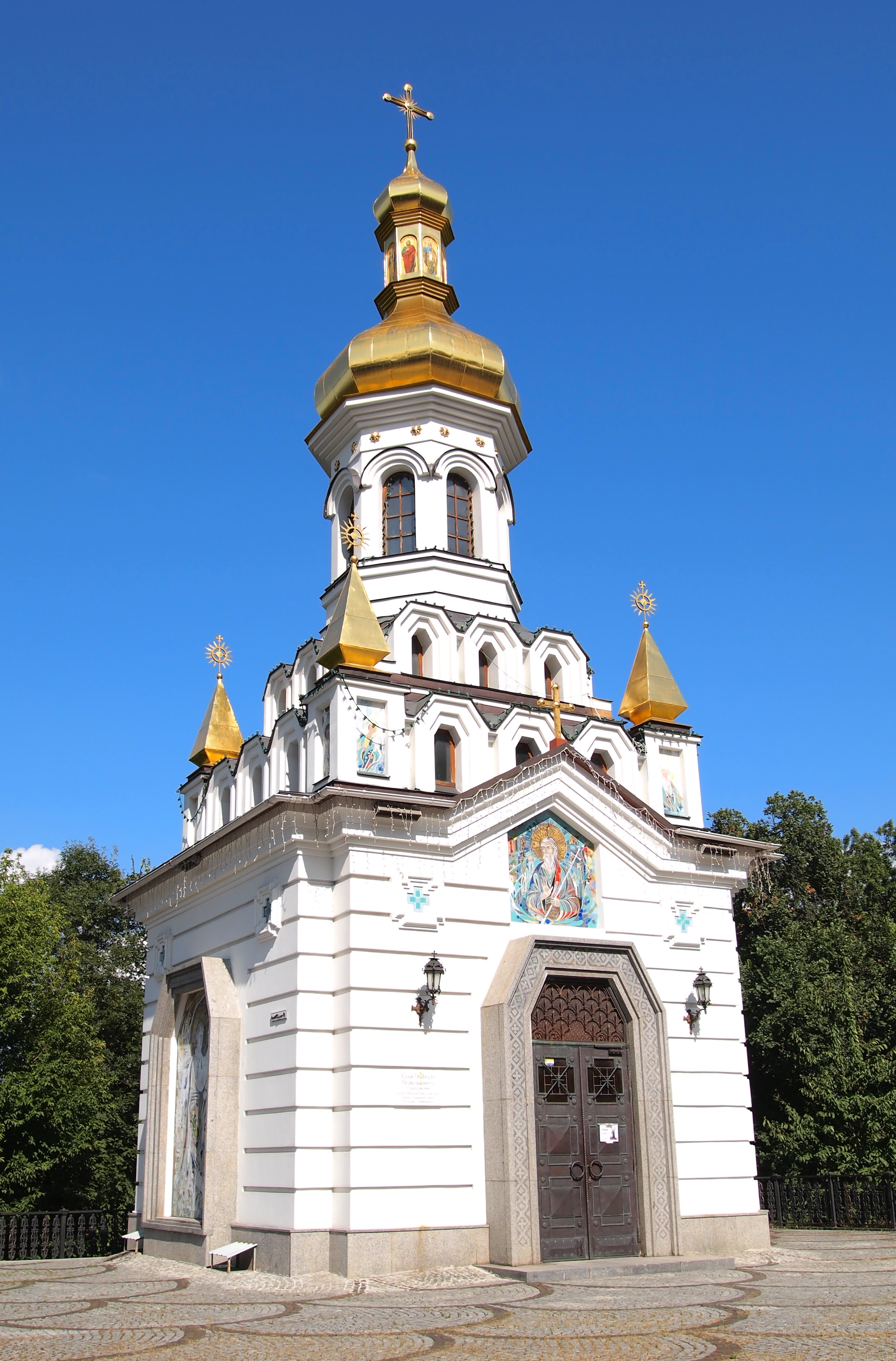
Каплиця Андрія Первозванного